# Eddy Le Huitouze
Eddy Le Huitouze (Lorient, 3 april 2003) is een Frans wielrenner die in 2024 prof werd bij Groupama-FDJ.

## Carrière
In zijn jeugd combineerde Le Huitouze het wegwielrennen met het baanwielrennen. Op de baan werd hij, in verschillende leeftijdscategorieën en onderdelen, meermaals nationaal kampioen. Op de weg werd hij in 2020, als eerstejaars junior, nationaal kampioen tijdrijden. Het jaar erna werd hij, in diezelfde discipline, vijfde op het wereldkampioenschap.
Als belofte maakte Le Huitouze de overstap naar de opleidingsploeg van Groupama-FDJ. Een maand na zijn derde plek op het Europese kampioenschap tijdrijden werd hij wederom nationaal kampioen in die discipline. Die titel prolongeerde hij in 2023.
In 2024 werd Le Huitouze prof bij Groupama-FDJ, dat hem liet doorstromen vanuit hun opleidingsploeg.

## Overwinningen
2020
 Frans kampioen tijdrijden, Junioren
2022
 Frans kampioen tijdrijden, Beloften
2023
 Frans kampioen tijdrijden, Beloften

## Resultaten in voornaamste wedstrijden
|      | \| Jaar \| Ronde van Vlaanderen \| Parijs-Roubaix \| Parijs-Tours \| \| ---- \| -------------------- \| -------------- \| ------------ \| \| 2024 \| \| \| 59e \| \| 2025 \| opgave \| 100e \| \| |                |              |
| Jaar | Ronde van Vlaanderen | Parijs-Roubaix | Parijs-Tours |
| 2024 | |                | 59e          |
| 2025 | opgave | 100e           |              |

## Ploegen
- 2022 –  Equipe continentale Groupama-FDJ
- 2023 –  Equipe continentale Groupama-FDJ
- 2024 –  Groupama-FDJ
- 2025 –  Groupama-FDJ

Askey · Barthe · Bystrøm · Davy · Gaudu · Geniets · Germani · Grégoire · Gruel (vanaf 1/3) · Konovalovas · Küng · Le Gac · Le Huitouze · Lienhard · Madouas · Martinez · Molard · Pacher · Paleni · Penhoët · Pithie · Rochas · Russo · Sarreau · Thompson · van den Berg · Walls · Watson